# Rakowiec (gromada w powiecie kwidzyńskim)
Rakowiec – dawna gromada, czyli najmniejsza jednostka podziału terytorialnego Polskiej Rzeczypospolitej Ludowej w latach 1954–1972.
Gromady, z gromadzkimi radami narodowymi (GRN) jako organami władzy najniższego stopnia na wsi, funkcjonowały od reformy reorganizującej administrację wiejską przeprowadzonej jesienią 1954 do momentu ich zniesienia z dniem 1 stycznia 1973, tym samym wypierając organizację gminną w latach 1954–1972.
Gromadę Rakowiec z siedzibą GRN w Rakowcu utworzono – jako jedną z 8759 gromad na obszarze Polski – w powiecie kwidzyńskim w woj. gdańskim na mocy uchwały nr 19/III/54 WRN w Gdańsku z dnia 5 października 1954. W skład jednostki weszły obszary dotychczasowych gromad Rakowiec, Rakowice i Dankowo ze zniesionej gminy Rakowiec oraz obszar obrębu Górki (karta mapy 1) z miasta Kwidzyna w tymże powiecie. Dla gromady ustalono 13 członków gromadzkiej rady narodowej.
1 stycznia 1958 do gromady Rakowiec włączono obszar zniesionej gromady Licze w tymże powiecie.
1 stycznia 1972 do gromady Rakowiec włączono część obszaru miasta Kwidzyn (43 ha) w tymże powiecie.
Gromada przetrwała do końca 1972 roku, czyli do kolejnej reformy gminnej.